# Latindex
Latindex (Sistema Regional de Información en Línea para Revistas Científicas de América Latina, el Caribe, España y Portugal) es un sistema de información académica, sin fines de lucro y de consulta gratuita, especializado en revistas académicas editadas en Iberoamérica; ofrece también información sobre revistas de vocación latinoamericanista editadas fuera de la región. El sistema es fruto de la cooperación entre distintas instituciones de 23 países.

## Antecedentes
Latindex tiene sus antecedentes en las recomendaciones emanadas del Primer Taller sobre Publicaciones Científicas en América Latina, celebrado en 1994 en Guadalajara, México, donde se puso claramente de manifiesto la falta de un sistema de información propio para las revistas de carácter científico y académico de los países de habla castellana y portuguesa.
Latindex comenzó a gestarse en la Universidad Nacional Autónoma de México (UNAM), hacia finales de 1995. En su diseño se planteó como elemento indispensable del sistema que este tuviera un carácter regional y cooperativo, que al no estar centralizado en una determinada institución o país, basara su fortaleza en el trabajo compartido y en la cercanía a las fuentes que generan o distribuyen datos sobre las revistas. La reunión de instalación de la red Latindex se llevó a cabo en la UNAM en febrero de 1997, misma que contó con la asistencia de los cuatro países fundadores a través de representantes de las siguientes instituciones: Instituto Brasileiro de Informação em Ciência e Tecnologia (Brasil), Instituto de Información Científica y Tecnológica (Cuba), Instituto Venezolano de Investigaciones Científicas (Venezuela) y la Universidad Nacional Autónoma de México.
La primera versión del proyecto fue de alcance latinoamericano y tuvo como nombre Índice Latinoamericano de Publicaciones Científicas Seriadas. Con la incorporación en 1998 de España y Portugal, el sistema cambió a su actual denominación y cobertura.

## Productos
Latindex ofrece cuatro bases de datos sobre las revistas académicas que se publican en Iberoamérica:
DirectorioDisponible desde 1997, registra la existencia de revistas con contenido académico editadas en los países de la región. Cada registro ofrece los datos básicos de identificación tales como título, año de inicio, institución editora, disciplina de especialización, tiraje, precio y datos de contacto. Para octubre de 2012 había 21,000 revistas registradas (vigentes o cesadas) publicadas en 32 países y territorios. Incluye además revistas editadas por organismos internacionales donde participan los países de Iberoamérica, como la Organización de los Estados Americanos (OEA), Organización de Estados Iberoamericanos para la Educación, la Ciencia y la Cultura (OEI) o el Instituto Panamericano de Geografía e Historia (IPGH), entre otros. Integra asimismo, bajo la denominación de “Latinoamericanistas” aquellas revistas con contenidos sobre la región, pero que son editadas en países europeos.
CatálogoDisponible desde 2002, es un subconjunto de las revistas incluidas en el Directorio. Forman parte del Catálogo solamente aquellas revistas que cumplen con un umbral de características editoriales establecidas por el Sistema mediante la aplicación de criterios de calidad editorial. Estos criterios están disponibles para consulta en el propio sitio web de Latindex. El Catálogo no fue creado como un instrumento de evaluación propiamente dicho, sino como un servicio de referencia especializado en la calidad editorial de cada revista. Para octubre de 2012, el catálogo registra más de 6400 títulos.
Revistas electrónicasTambién disponible desde 2002, permite la localización automática de las publicaciones incluidas en el Directorio, que tienen una versión en línea e informa sobre el tipo de acceso, los formatos en que se presenta y su cobertura temporal, estableciendo un enlace con la dirección electrónica de la revista y el acceso al texto completo de los artículos disponibles. Para octubre de 2012, este directorio registra más de 4,700 títulos.
Portal de PortalesEs un macro portal, creado en 2011, que reúne y da acceso a los contenidos de una selección de revistas académicas iberoamericanas disponibles en 18 hemerotecas virtuales creadas en la región por diversas instituciones: Dialnet, e-Revistas, Lamjol, Pepsic, Racó, Redalyc, Revistas de la Universidad de Chile, Portal de Revistas Científicas y Arbitradas de la UNAM, Saber ULA, UFPR y algunos sitios nacionales de la red SciELO: Argentina, Brasil, Chile, Colombia, Cuba, España, México y Perú. Para octubre de 2012, ofrece más de 1,200,000 artículos a texto completo provenientes de más de 3,000 revistas de acceso abierto. Los portales participantes emplean el OA Harvester 2 desarrollado por el Public Knowledge Project que permite la cosecha de metadatos. Está disponible a través del sitio web de Latindex.

## Usuarios
Los usuarios de Latindex son principalmente editores, bibliotecarios y profesionales de la información, administradores de la actividad científica y académicos interesados en la documentación científica, la industria editorial y las revistas académicas iberoamericanas. El Portal de Portales en cambio, está más dirigido a investigadores, docentes y alumnos.
Como fuente de información, Latindex es un recurso útil para obtener documentos relativos a las revistas científicas, como son la Guía para publicaciones científicas o La edición de revistas científicas: guía de buenos usos. También dispone de una serie de presentaciones PowerPoint de los diferentes talleres y seminarios para editores que Latindex ha organizado en varios países de la región, así como una sección de noticias, en constante actualización, que refiere a eventos relevantes para editores, profesionales de las bibliotecas y la información y público interesado en el devenir de la revista científica en la región y en el mundo.

## Instituciones
La coordinación general del sistema reside en el Departamento de Bibliografía Latinoamericana, Subdirección de Servicios de Información Especializada, Dirección General de Bibliotecas (DGB) de la Universidad Nacional Autónoma de México (UNAM). El soporte informático, desarrollo del sitio web y del sistema de ingreso de datos en línea está a cargo de la Dirección General de Cómputo y de Tecnologías de Información y Comunicación (DGTIC) de la propia UNAM. En cada uno de los países participantes existe una institución responsable:
- Argentina
  - Consejo Nacional de Investigaciones Científicas y Técnicas (CONICET)
  - Centro Argentino de Información Científica y Tecnológica (CAICyT)
- Bolivia
  - Viceministerio de Ciencia y Tecnología
- Brasil
  - Instituto Brasileño de Información en Ciencia y Tecnología (IBICT)
- Chile
- Comisión Nacional de Investigación Científica y Tecnológica (CONICyT) 
  - Departamento de Información
- Colombia
  - Ministerio de Ciencia, Tecnología e Innovación (MINCIENCIAS)
- Costa Rica
  - Universidad de Costa Rica
- Cuba
  - Instituto de Información Científica y Tecnológica (IDICT)
  - Biblioteca Nacional de Ciencia y Tecnología (BNCT)
- Ecuador
  - Secretaría de Educación Superior, Ciencia, Tecnología e Innovación (SENESCYT)
- El Salvador
  - Universidad Tecnológica de El Salvador
  - Sistema Bibliotecario
- España
  - Consejo Superior de Investigaciones Científicas (CSIC)
  - Instituto de Estudios Documentales sobre Ciencia y Tecnología (ex-CINDOC)
- Francia
  - Red Europea de Información y Documentación sobre América Latina (REDIAL)
- Guatemala
  - Universidad de San Carlos de Guatemala
  - Biblioteca Central
- Honduras
  - Universidad Nacional Autónoma de Honduras
  - Dirección Ejecutiva de Gestión de Tecnología
- México
  - Universidad Nacional Autónoma de México (UNAM)
  - Dirección General de Bibliotecas
  - Dirección General de Cómputo y de Tecnologías de Información y Comunicación
  - Instituto de Física
- Nicaragua
  - Consejo Nacional de Universidades
  - Universidad Nacional Agraria
- Panamá
  - Universidad de Panamá]
  - Sistema de Bibliotecas
- Paraguay
  - Universidad Nacional de Itapúa
  - Centro de Recursos de Información
- Perú
  - Consejo Nacional de Ciencia y Tecnología (CONCYTEC)
  - Centro Nacional de Documentación e Información Científica y Tecnológica (CENDICYT)
- Portugal
  - Ministerio de Ciencia y Enseñanza Superior
  - Fundación para la Ciencia y la Tecnología
  - Serviço de Informação e Documentação
- Puerto Rico
  - Universidad de Puerto Rico
  - Escuela Graduada de Ciencias y Tecnologías de la Información
- República Dominicana
  - Universidad APEC (UNAPEC)
- Uruguay
  - Universidad de la República
  - Facultad de Medicina
  - BINAME/CENDIM
- Venezuela
  - Ministerio del Poder Popular para Ciencia y Tecnología
  - FONACIT - Centro de Documentación

Mediante un acuerdo alcanzado en 2005, la REDIAL (Red Europea de Información y Documentación sobre América Latina) con sede en Francia, es la instancia encargada de ingresar y actualizar las revistas latinoamericanistas en el Sistema Latindex.

## Reuniones Técnicas de Latindex
Desde 1997 a la fecha se han celebrado un total de 18 reuniones técnicas en los diversos países participantes:
1. Universidad Nacional Autónoma de México, Ciudad de México, 17 y 18 de febrero de 1997.
2. Instituto de Información Científica y Técnica. La Habana, Cuba. 15 y 16 de octubre de 1997.
3. Universidad Nacional Autónoma de México, Guadalajara, México. 30 de noviembre y 1º. de diciembre de 1997.
4. Universidad Nacional Autónoma de México, Ciudad de México, 26 al 28 de agosto de 1998.
5. Consejo Nacional de Investigaciones Científicas y Tecnológicas (CONICIT). Caracas, Venezuela. 28 al 30 de noviembre de 1999.
6. Fundação para a Ciência e a Tecnologia. Lisboa, Portugal, 14 al 16 de febrero de 2001.
7. Centro Argentino de Información Científica y Tecnológica (CAICYT). Buenos Aires, Argentina, 25 al 27 de noviembre de 2001.
8. Universidad de Puerto Rico, San Juan, 10 al 13 de septiembre de 2002.
9. Consejo Superior de Investigaciones Científicas, Madrid, España. 6 y 7 de octubre de 2003.
10. Universidad de Costa Rica, San José, 18 al 20 de octubre de 2004.
11. Universidad Mayor de San Andrés, La Paz, Bolivia. 9 al 11 de noviembre de 2005.
12. Universidad Nacional Autónoma de México, México, D.F., 18 al 20 de octubre de 2006.
13. Centro Argentino de Información Científica y Tecnológica (CAICYT), Buenos Aires, Argentina, 4 al 6 de octubre de 2007.
14. Universidad de Panamá, Ciudad de Panamá, 10 al 12 de octubre de 2008.
15. Universidad de Costa Rica, San José, 8 al 10 de octubre de 2009.
16. Universidad Nacional Agraria de Nicaragua, Managua, Nicaragua, 20 al 22 de octubre de 2010.
17. Universidad APEC, Santo Domingo, República Dominicana, 21 al 23 de septiembre de 2011.
18. Instituto Brasileño de Información en Ciencia y Tecnología, Brasilia, Brasil, 11 al 13 de junio de 2012.
19. Universidad Nacional Autónoma de México, México, D.F., 22 al 24 de agosto de 2013.

## Financiamiento
El desarrollo del Sistema Latindex se apoya fundamentalmente en los recursos propios de las instituciones participantes. Para actividades específicas se han obtenido apoyos de la UNESCO (Sector Ciencia-París y Oficina Regional-Montevideo); el Consejo Internacional para la Ciencia (ICSU Press); la Academia de Ciencias del Tercer Mundo (TWAS); la Organización de los Estados Americanos (OEA), la International Network for the Availability of Scientific Publications (INASP) y el Consejo Nacional de Ciencia y Tecnología (CONACYT) México.

## Reconocimientos
Premio Álvaro Pérez-Ugena a la Divulgación Científica en Comunicación, otorgado por la Universidad Rey Juan Carlos de España a través de su Facultad de Ciencias de la Comunicación y la Sociedad Latina de Comunicación Social, entregado en el III Congreso Internacional Latina de Comunicación Social, celebrado en Tenerife, España, en diciembre de 2011. El premio reconoce al grupo de trabajo de la Universidad Nacional Autónoma de México (UNAM) por la creación de Latindex.